# محمد العقل
محمد صالح العقل لاعب كرة قدم سعودي يلعب في نادي الرياض كلاعب جناح.

## مسيرة اللاعب
لعب في الفئات السنية في نادي اللواء و لعب بعدها مع نادي الطائي ونادي الرياض.

## روابط خارجية
محمد العقل على موقع Soccerway.com (الإنجليزية)